# Viktor Dyk
Viktor Dyk (31. prosince 1877 Pšovka u Mělníka – 14. května 1931 Lopud) byl český básník, prozaik, dramatik, publicista a nacionalistický politik, v mládí jeden z představitelů tzv. generace anarchistických buřičů, později nacionalisticky orientovaný autor. Za 1. světové války byl členem domácího odboje a byl také signatářem Manifestu českých spisovatelů. Mezi jeho nejznámější literární díla patří např. novela Krysař, drama Zmoudření Dona Quijota či básnická sbírka Devátá vlna.

## Život

### Rodina, mládí a studium

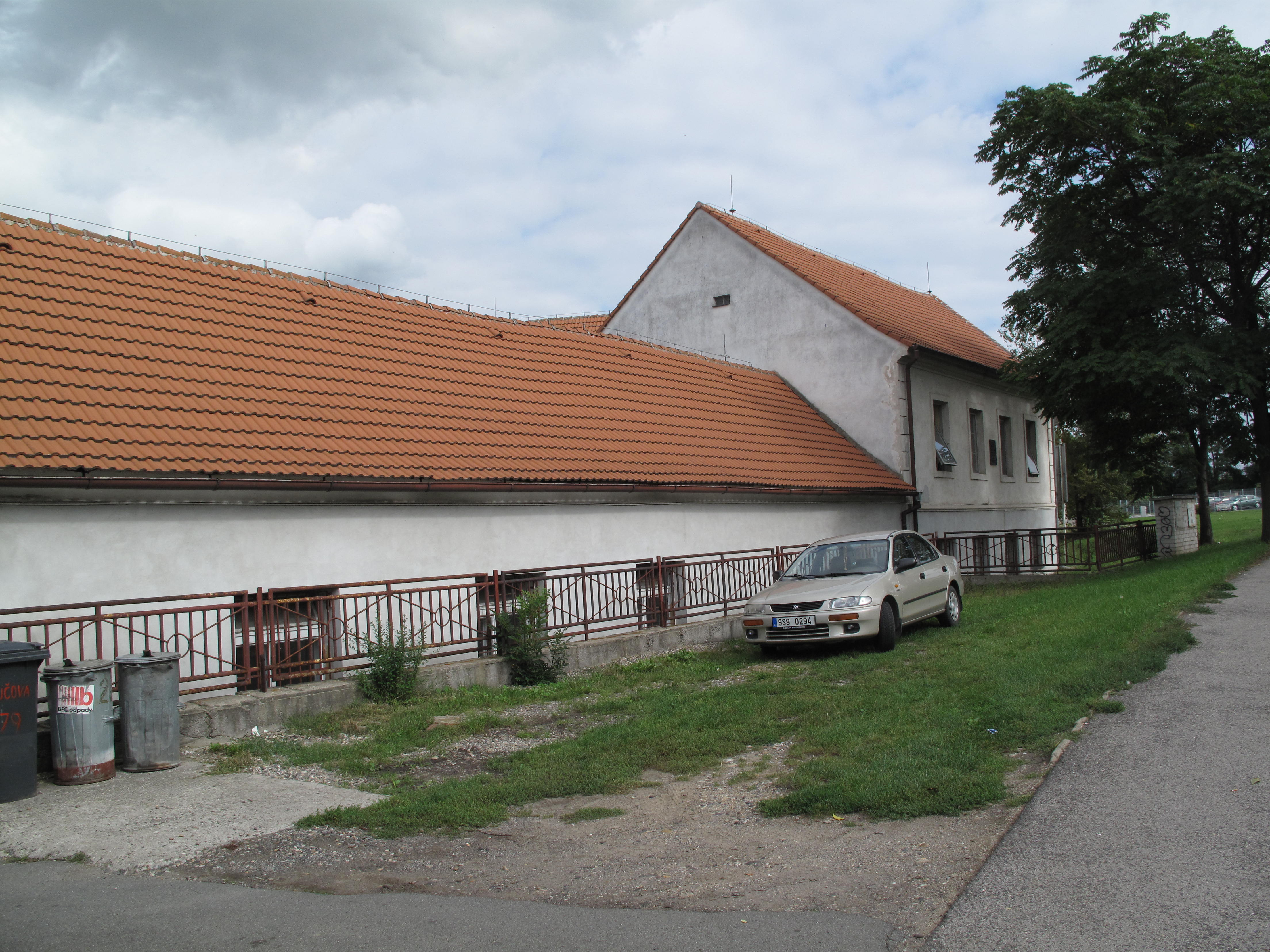
Rodný dům Viktora Dyka.

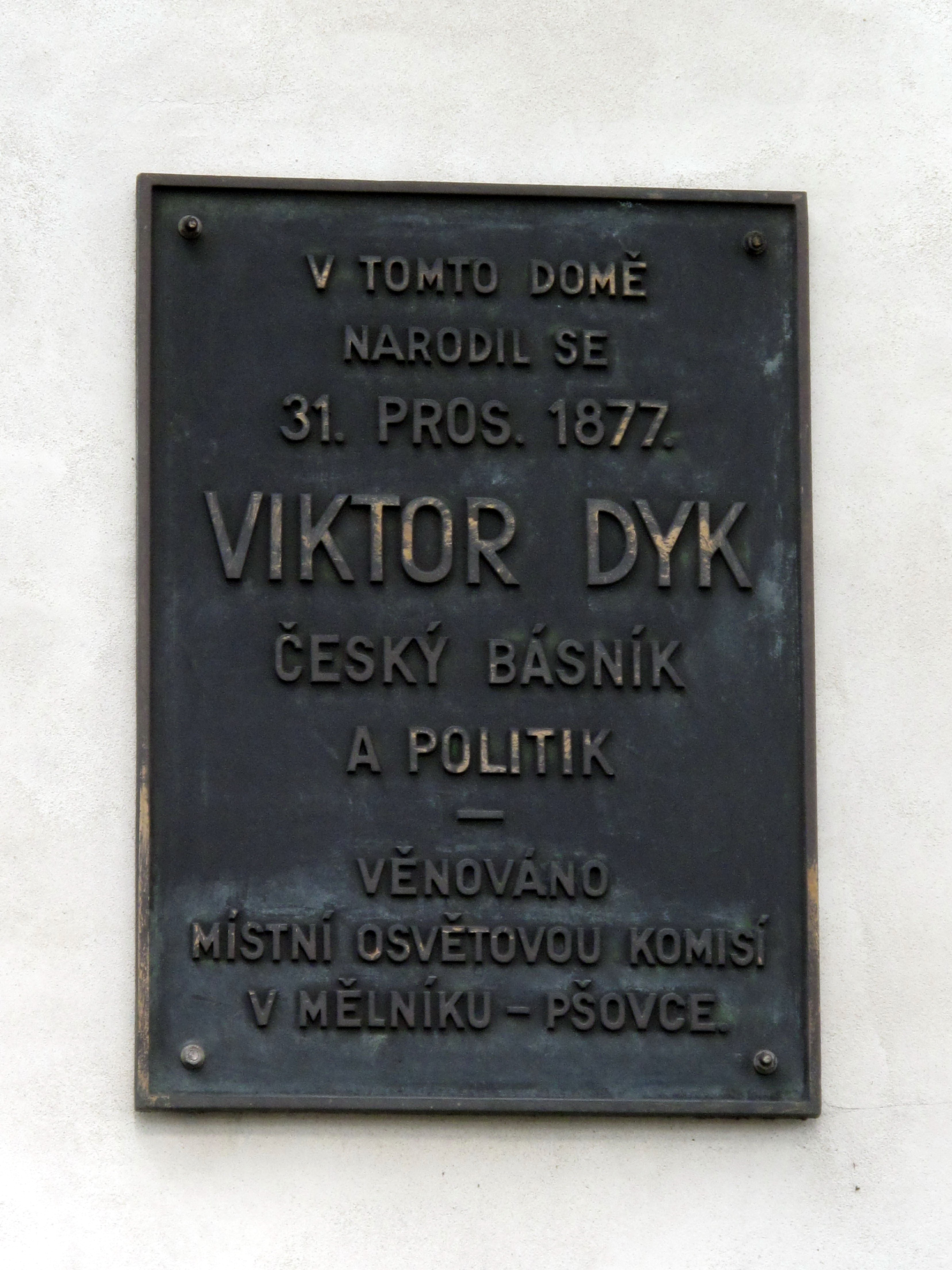
Pamětní deska na rodném domě Viktora Dyka.

Narodil se v Pšovce u Mělníka. Byl druhorozeným synem Václava a Hedviky Dykových. Viktorův otec, Václav Dyk (v úředních záznamech psáno Dick) byl tehdy správcem, nakonec až centrálním ředitelem mělnického panství knížete Jiřího z Lobkowicz. Dykův otec byl velice vzdělaný člověk, což se odráželo také v jeho obsahově hodnotné knihovně, na kterou Viktor rád při studiu v Praze vzpomínal, protože mimo ročníků Lumíra, Světozoru a Zlaté Prahy obsahovala i svazky Kobrovy Národní bibliotéky či Palackého Dějin národa českého. S literaturou měl tedy kontakt již od raného dětství a stal se brzy vášnivým čtenářem. Velmi se zajímal o českou historii, a to umocňovalo i jeho nacionální smýšlení. Sám v dětství údajně sepsal několik her pro loutkové divadlo, které hrál svému staršímu bratru Ludvíkovi. V deseti letech se pokusil složit svou první báseň.
V roce 1888 začal chodit na pražské gymnázium v Žitné ulici, kde ho mj. učil Alois Jirásek, kterým byl Viktor přímo uchvácen (dokonce uvažoval o studiu historie). I Jiráska mladý Viktor zaujal a až do smrti zůstávali přáteli. Spolu s bratrem Ludvíkem, rovněž studentem gymnázia v Žitné ulici, bydleli u své ovdovělé babičky z matčiny strany, Marie Patrovské, na Malé Straně.
Bratr Ludvík, horlivý účastník pokrokářského hnutí (kolem Časopisu pokrokového studentstva), tehdy zapaloval svými politickými a čtenářskými zájmy i mladšího Viktora a později ho také uvedl do spolkového života. V září 1893 byl nad Prahou vyhlášen výjimečný stav a byli zatýkáni omladináři. Tou dobou vznikají také jeho první básnické pokusy, které jsou dochované v rukopisných sešitech: Proudy a protiproudy, Dušičková elegie, Z básní zemřelého, Lyrika. Zatýkání v roce 1893–94 se dotklo i gymnázií. Viktor Dyk toto dění pozoroval s velkým zaujetím, jelikož již tehdy patřil k radikálním studentům, kteří chtěli skoncovat s monarchií. V reakci na toto dění vznikaly jeho další rukopisné verše.
V červnu Intimní volné jeviště v Praze na Vinohradech hrálo jeho jednoaktovku Pomsta, kterou sepsal pod pseudonymem R. Vilde. Toho roku začal publikovat také ve Vesně, Nivě, Moderní revui, Volných směrech, Rozhledech, Studentském sborníku a měl báseň v Almanachu secese. Po maturitě začal vydávat již pod jménem vlastním.
Jako 18letý zažil svůj debut, když mu ve Světozoru pod pseudonymem Viktor Souček vyšly první tři básně – Moderní věřící, Není to nic! a Otázky. Po úspěšně složené maturitě v roce 1896 se zapsal na právnickou fakultu c. k. české univerzity Karlo-Ferdinandské v Praze, kde mj. poslouchal přednášky prof. Masaryka. Vstoupil zde také do Literárního a řečnického spolku Slavia, kde později vykonával funkci místopředsedy.
Poté dokončil Právnickou fakultu Karlovy univerzity. Po celý život však působil jako novinář a spisovatel. K rozhodnutí nevěnovat se právu došel v roce své justiční zkoušky (1905).

### Politik a odbojář

#### Formování ideových a politických názorů

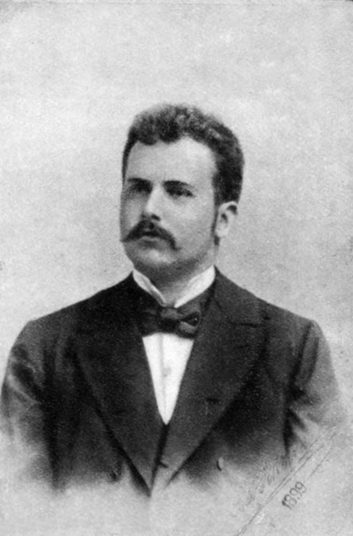
Dyk v roce 1899

Ještě ve spolku Slavia zastával Viktor názory umírněné, což ho stavělo do opozice k jeho bratrovi Ludvíkovi, který byl mnohem radikálnější. Tento rozpor se promítal mj. ve vztahu k Němcům. Ludvík byl od samého počátku vyhraněný nacionalista, zatímco Viktor zastával krajně levicové názory, dokonce se v roce 1897 zúčastnil sociálně demokratického prvního máje.
Po rozpadu Slavie si postupně prošel dvěma obdobími. Byl ovlivněn jak sociální demokracií, tak i realismem, jehož vůdčí osobností byl v té době T. G. Masaryk. Dyk byl nejprve Masarykem velmi osloven, ale jakmile se s ním osobně setkal na jedné přednášce, nadšení upadlo. Masarykův realismus byl pro něj příliš racionální a bez emocí.
Později vytýkal Masarykovi především jeho odpor vůči radikalismu tam, kde byl jedině na místě, jeho „kladení dobra lidského nad dobro národní“, „pověrečnou bázeň před šovinismem“ i tam, kde šlo pouze o nacionalismus, běžný u všech evropských národů, a „utopii možného smíru s Němci“. Dyk se nikdy, ani ve svém „realistickém“ mezidobí nestal Masarykovým stoupencem.
Dyk původně hledal východisko v individualismu, který chápal jako jedinou možnou „střední cestu mezi nacionalismem a socialismem“. Zároveň v této době debutoval i knižně, a to básnickou sbírkou A porta inferi. Dykovi se zdál socialismus příliš kolektivistický a materialistický, nacionalismus příliš šovinistický a realismus příliš nábožensky moralistní. Nakonec však pochopil, že má-li lidský život mít nějaký význam, má-li mít nějakou hodnotu, pak musí být podřízen něčemu vyššímu než je on sám. Nalezl tak pevně cestu k nacionalismu, ve kterém viděl nesobecké podřízení se člověka vyššímu národnímu společenství.
Zásadní vliv na Dykovu celoživotní orientaci ideovou a politickou i na jeho inspiraci literární mají významné politické události roku 1897 – volby do páté kurie, následná reakce českých sociálně demokratických poslanců proti státoprávnímu ohrožení podanému mladočechy, pád Badeniho vlády a s ním spjaté omezení tzv. jazykového nařízení, které vyvolalo „prosincové národnostní bouře“, na které reagovaly příslušné politické orgány vyhlášením stanného práva v prosinci téhož roku. Tento německo-český prosinec hluboce zasáhl i Viktora Dyka. I on vyšel toho měsíce s trikolorou do ulic.
Sám sebe a svůj přístup k politice i životu Dyk charakterizoval ve Vzpomínkách a komentářích takto "Kde najdete planý radikalismus, potírejte jej " Planý radikalismus je k opravdovému v podobném poměru, jako klerikalismus k náboženství. To však můžeme od lidí vzdělaných žádat, aby dovedli odlišovat radikalismus povrchní a heslový od onoho, ku kterému chceme vychovávat, od radikalismu , který opírá se o základ politického vzdělání a povahovou sílu, předpokládá mravní sebevýchovu a kázeň, pevnost v zásadách i obětavou ochotu a kázeň, pevnost v zásadách i proti daným poměrům… Radikalismus není plané rozčilování a bouření, nejsou záchvaty rychle prchající, není netrpělivost a těkavost, není víra v zázraky … radikalismus je houževnaté sledování vytčeného cíle, je důslednost a zásadovost v svědomité politické práci."

##### Otázka vztahu k Němcům a vliv babičky

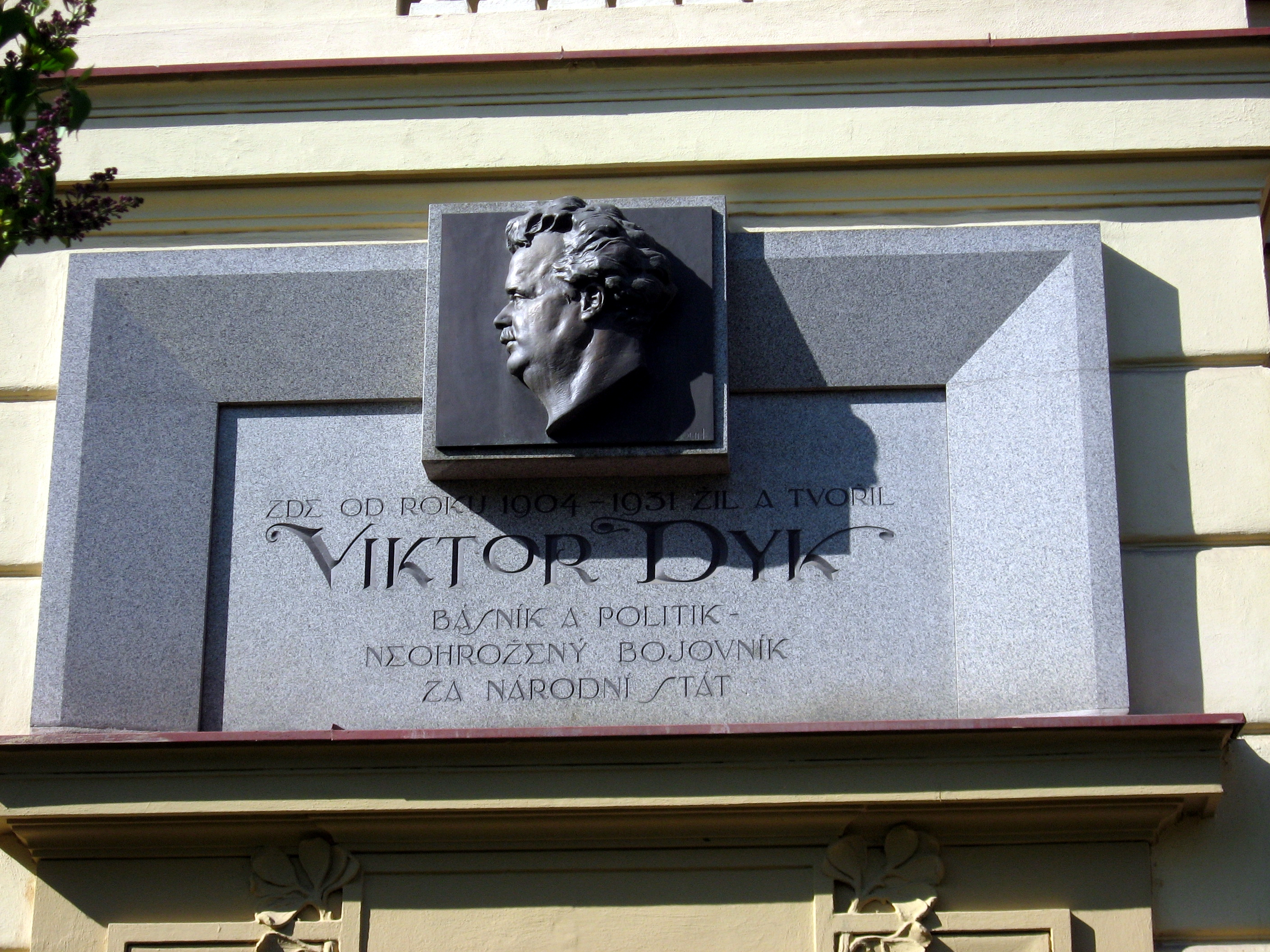
Pamětní deska na domě v dn. Dykově ulici, ve kterém Viktor Dyk v letech 1904–1931 žil.

Viktor, jakožto mladší z obou bratrů, se více vázal na svou babičku Marii Patrovskou, která mu velmi ráda naslouchala a stala se také soukromou recenzentkou jeho prvních literárních počinů. Literární historik Jaroslav Med uvádí, že Marie Patrovská, roz. Hildebrandová, pocházela z německé rodiny z Varnsdorfu, ačkoli byla Němkou, podporovala češství. Med se tedy přiklání k tomu, že právě tyto okolnosti mohly vést k prvotní Viktorově národnostní toleranci, která nebyla zrovna typická u všech jeho spolkových kolegů.
Tuto problematiku ale blíže rozkryla historička Jaroslava Honcová-Libická, která uvádí, že Patrovská (1834–1920) byla smíšeného původu. Její otec Hynek Hildebrand, sládek v Měcholupech, byl Čech a matka Němka. Rodina Hildenbrandových se vždy hlásila (při sčítání lidu) k české národnosti a Marie, přestože vyrůstala ve zněmčeném pohraničí (Varnsdorf, později Měcholupy), byla horlivou vlastenkou. Navštěvovala sice německé školy a němčinu tedy ovládala lépe (a nezbavila se nikdy ani německé výslovnosti), ale češství po otci si upevnila sňatkem s Čechem Richardem Petrovským, hospodářským úředníkem v Českém Dubu, posléze držitelem vlastního statku ve Střednicích. Z Dykovy pozůstalosti dále víme, že (dosti bohatá) vzájemná korespondence byla vedena pouze německy, to zřejmě proto, aby se Patrovská vyvarovala stylistických a pravopisných chyb v českém jazyce.
Zajímavostí může být i to, že se ji Viktor i Ludvík často snažili naučit správnou výslovnost, avšak marně.
Vliv na Viktora a na celou rodinu měla Patrovská ale značný. Ze vzpomínek JUDr. Františka Havrdy, pamětníka a vzdáleného příbuzného rodiny Dykových, se dozvídáme, že právě babička byla tím, co rodinu stmelovalo. Marie Patrovská stála u Viktorovy juvenilní básnické tvorby, později mu byla také oporou v dobách perzekucí za 1. světové války.
Po jmenování Václava Dyka generálním ředitelem panství se celá rodina i s babičkou přestěhovala do Lobkovického paláce na Malé Straně. Zde se často scházeli oba bratři se svými spolkovými kolegy, aby zde vedli revoluční protihabsburské řeči a to i za přítomnosti Václava Dyka. Po smrti otce ale musela rodina vyklidit služební byt v paláci a přestěhovat se do nového činžovního domu na Vinohradech v Letohradské ulici (dn. Dykova ulice). Právě zde bydlel Viktor s rodinou až do své smrti v roce 1931.

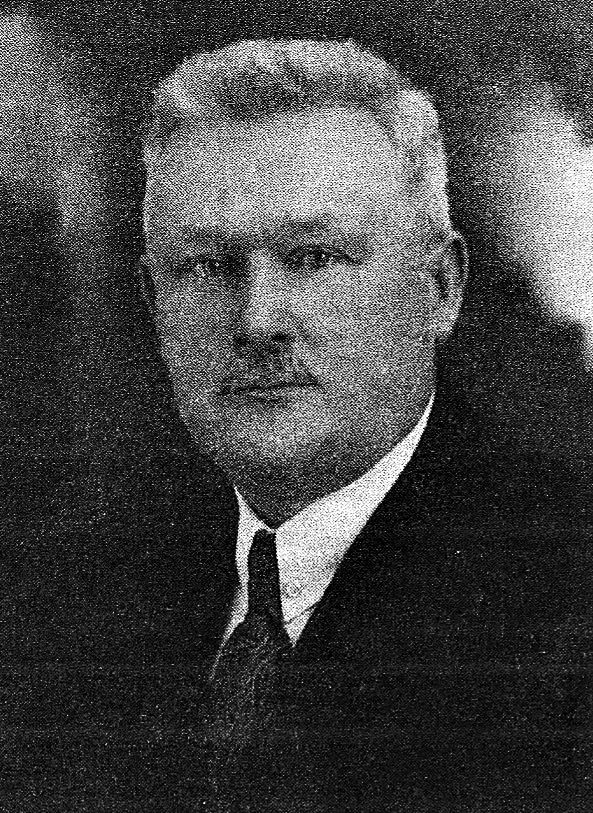
Ludvík Dyk, bratr (1875–1925).
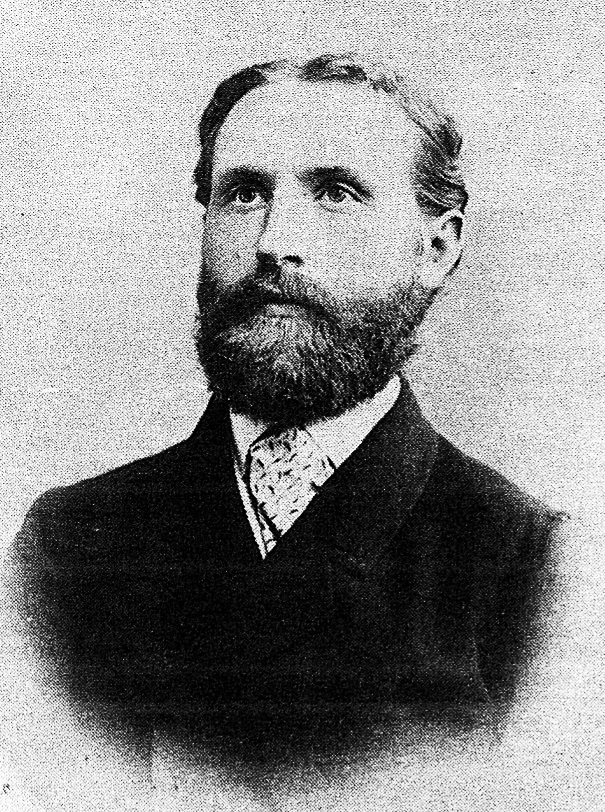
Václav Dyk, otec (1843–1903).
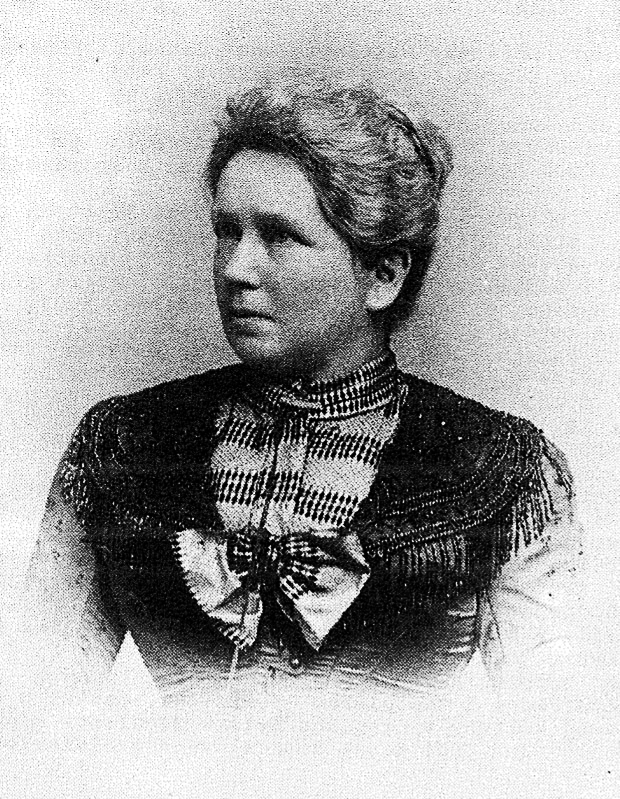
Hedvika Dyková, roz. Patrovská, matka (1853–1927).
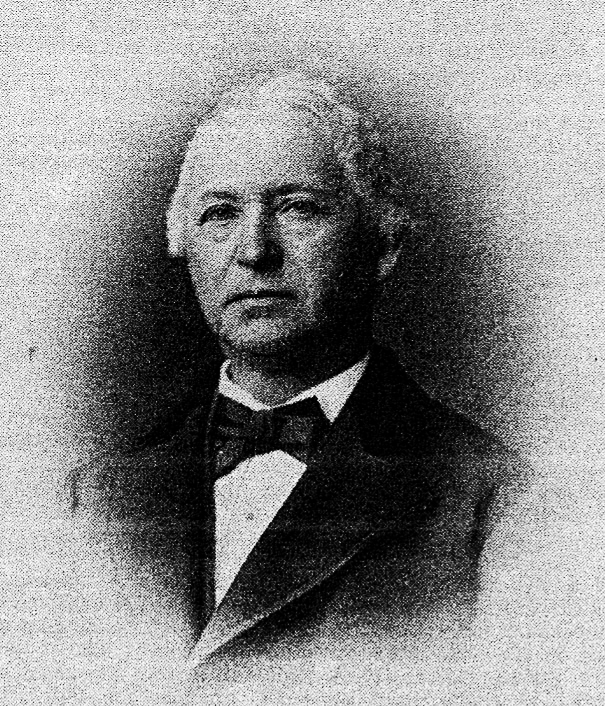
František Patrovský, dědeček (1812–1879).
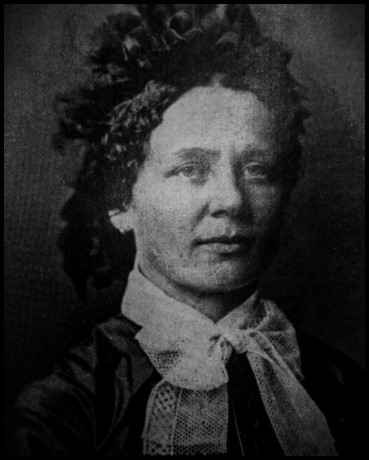
Marie Patrovská, roz. Hildebrandová, babička (1834–1920).

#### Odbojová činnost
Od roku 1907 až do své smrti se podílel s Jaroslavem Vlčkem (a od roku 1910 s Jaroslavem Kamperem) na redigování časopisu Lumír, který od J. V. Sládka zakoupil téhož roku nakladatel Jan Otto. V letech 1910–1914 redigoval také časopis Samostatnost, kde publikoval své četné články, ve kterých kritizoval vládní systém.
Protože válečná cenzura byla mnohem přísnější než tiskové restrikce před válkou, jako odpovědný redaktor dostával jednu výstrahu za druhou, a to až do úplného zastavení listu v září 1914. Okamžitě po zastavení Samostatnosti přešel do časopisu Lumír, ze kterého vytvořil novou baštu odboje. Obava z jeho uvěznění dokonce přiměla v roce 1915 Masaryka, který tou dobou již pobýval v zahraničním exilu, aby prostřednictvím Beneše přemluvil Dyka k odchodu ze země. Přes počáteční výhrady slíbil, že na falešný bulharský pas odcestuje do Švýcarska. Problémy s doručením dokladu ale nakonec donutily Dyka zůstat doma. Od června 1915 začal na stránkách Lidových novin zveřejňovat na pokračování svůj román Tajemná dobrodružství Alexeje Iványče Kozulinova. Líčením poměrů v carském Rusku chtěl čtenáři zprostředkovat svůj náhled na nesvobodný život v Rakousko-Uhersku. Následně byly Lidové noviny na čtrnáct dní zastaveny a šéfredaktor Heinrich byl spolu s Dykem postaven před soud. Dyk ve psaní protidynastických článků ani poté neustal. Tato činnost a také vykonstruované obvinění z vlastizrady ho přivedly v roce 1916 do vězení.
V tomto žaláři se pod dojmem vývoje událostí zrodila v dubnu 1917 pravděpodobně nejznámější Dykova báseň Země mluví, nepřímo vyzývající české poslance Říšské rady, svolané poprvé od počátku války, aby v historicky osudových okamžicích nezapomněli na svoji odpovědnost vůči národu a vlasti. V samovazbě překládal francouzské básníky, především Baudelaira a Verlaina. Korespondenčně také připojil svůj podpis k manifestu spisovatelů z 30. 5. 1917. Když byl v květnu roku 1917 propuštěn na svobodu, snažil se dohnat to, co rokem stráveným ve vězení zameškal. Byl mnohem radikálnější než před zatčením, ale hroutící se rakouský kolos už proti němu nedokázal nijak zakročit.

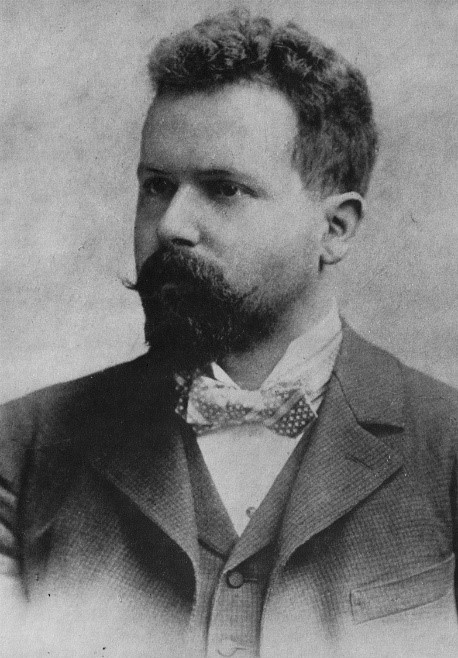
Viktor Dyk po roce 1900.

#### Politická činnost
Jeho politická činnost započala roku 1911, kdy se stal členem Státoprávně pokrokové strany a neúspěšně za tuto stranu kandidoval ve vinohradském volebním okrese do Říšské rady. Roku 1918 se podílel na založení Československé národní demokracie. V parlamentních volbách v roce 1920 získal za národní demokracii poslanecké křeslo v Národním shromáždění. V parlamentních volbách v roce 1925 se pak za tuto stranu dostal do senátu. Mandát obhájil v parlamentních volbách v roce 1929. V senátu setrval do své smrti roku 1931. Pak ho nahradil Jan Kapras.
Byl orientován pravicově a nacionalisticky. Patřil mezi nejvýraznější prvorepublikové odpůrce tzv. hradní politiky, a především jejích tvůrců T. G. Masaryka a Edvarda Beneše. Příležitostně psal do časopisu Vlajka, které vydávalo hnutí Vlajka.
S politickou činností šla ruku v ruce i jeho tvorba literární, nejmarkantnější příklad lze nalézt v knize Prohrané kampaně (1914), v níž shrnuje svou prozaickou a lyrickou předvolební a povolební činnost v období parlamentních voleb roku 1911 nebo v poválečném období, kdy se jeho lyrika zaměřovala především na útoky proti politickým oponentům. Obětování literární tvorby politickému pamfletismu je patrné například z básně Svatá aliance, v níž kritizoval účelové vytvoření předvolebního kartelu. Zneužívání veršů k potírání oponentů Dykovi vytýkal například F. X. Šalda. Podle něj Dyk utvořil z poezie služku politiky a divil se tomu, že jako nacionalista tělem a duší nedokázal svou básnickou činnost adresovat především národu, ale že jí především vracel rány politickým protivníkům, kteří napadali národně demokratickou stranu, jejímž byl členem.

### Život vedle politiky a literatury
V roce 1920 mu ve věku 86 let zemřela babička Marie Patrovská, jeho opatrovatelka ve studentských letech, v roce 1925 ve věku 50 let bratr Ludvík (dlouhá léta majitel tiskárny v Praze, od roku 1919 redaktor týdeníku Demokrat a tajemník strany národně demokratické v Praze-Vinohradech). V témže roce začal pravidelně trávit léto v Harrachově s rodinami Hanuše Jelínka a Rudolfa Medka. Na počátku 20. let navštívil také Polsko, Litvu a již podruhé Francii. V roce 1923 se stal řádným členem České akademie věd a umění.
V roce 1928 se po sedmadvacetileté známosti oženil se spisovatelkou, překladatelkou ze slovinštiny a novinářkou Zdenkou Háskovou a v červnu spolu podnikli cestu do Jugoslávie. Jeho synovcem byl předválečný diplomat Viktor Kripner, sám autor několika básnických sbírek.
Viktor Dyk byl šachistou, členem Českého spolku šachovního. Přátelil se s prvním českým velmistrem Oldřichem Durasem a také mu věnoval několik básní, včetně jedné, kterou napsal v němčině. Několik záznamů Dykových partií (mj. právě s Durasem a s Richardem Rétim) se dochovalo a jsou k dispozici i na internetu.

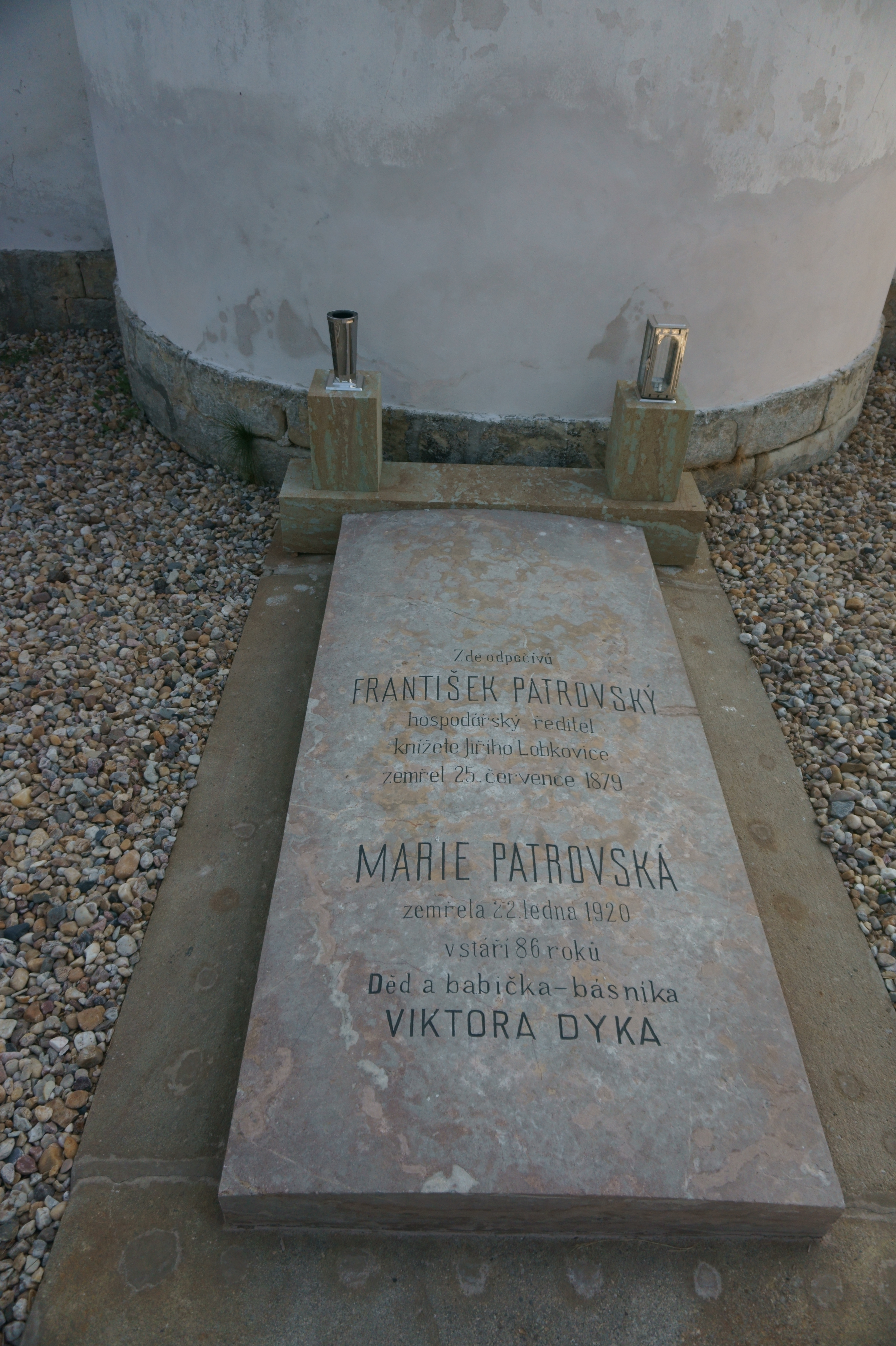
Náhrobní deska manželů Patrovských, dědečka a babičky Viktora Dyka, na hřbitově v Rožďalovicích.
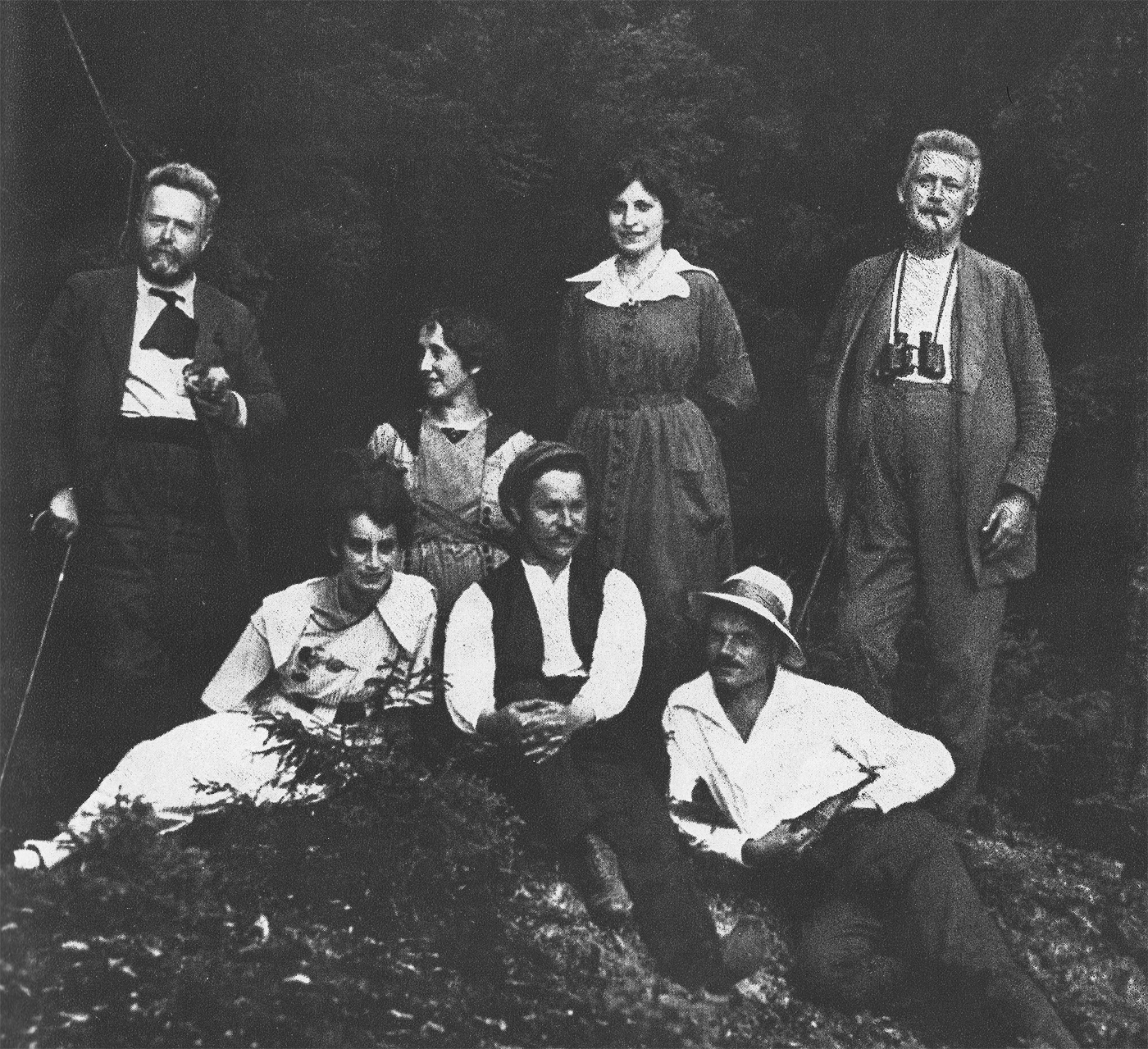
Manželé Dykovi s přáteli.
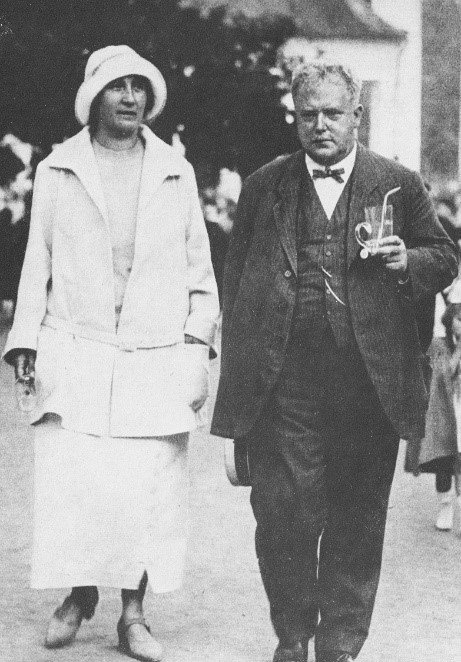
Viktor Dyk s manželkou Zdeňkou Háskovou-Dykovou na lázeňské kolonádě.
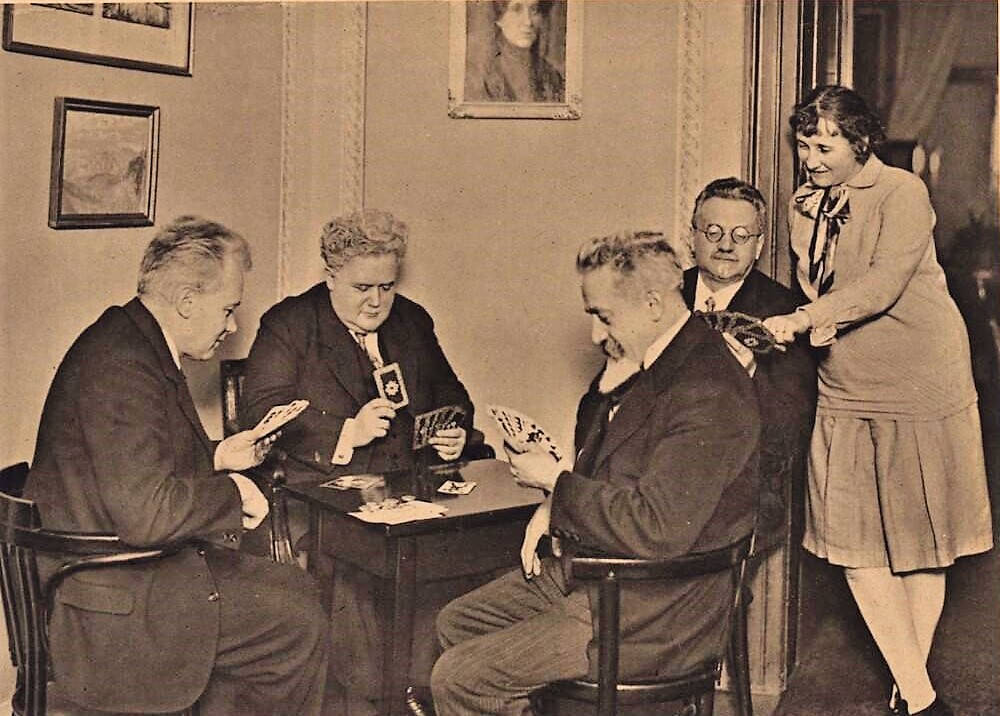
Středy u Dyků: zprava Zdeňka Dyková, správce Zafouk, Jan Opolský, Viktor Dyk, František Kobliha, 1929.
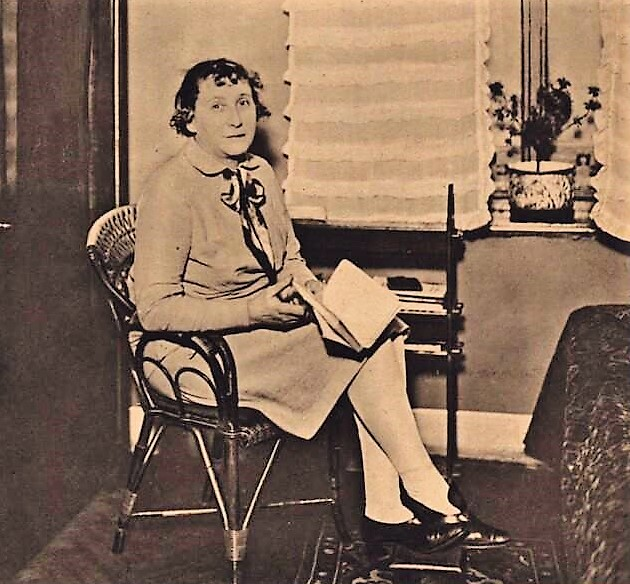
Zdeňka Hásková-Dyková, manželka Viktora Dyka.

### Smrt a pohřeb
Dne 13. května 1931 se Viktor Dyk ubytoval v penziónu Glavoviće na ostrůvku Lopud blízko Dubrovníka. Následujícího dne byl raněn srdeční mrtvicí při koupání v moři v zátoce Šunj v Jaderském moři.
Z lopudské radnice byl dalšího dne vypraven pohřeb. Jeho mrtvé tělo bylo přepraveno vlakem přes Záhřeb do Československé republiky. Do Prahy přijel vlak se zesnulým 17. května po poledni. Se všemi poctami byla jeho rakev vystavena v Pantheonu Národního muzea, kde se s Dykem slavnostní řečí rozloučil spisovatel a voják Rudolf Medek. Pohřben byl na pražských Olšanských hřbitovech 20. května v rodinné hrobce. Smuteční projev zde měl výtvarný a literární historik a kritik prof. Arne Novák.
Po Dykově smrti se rozšířila legenda, že svou smrt předpověděl v básni Soumrak moře ze sbírky Devátá vlna.

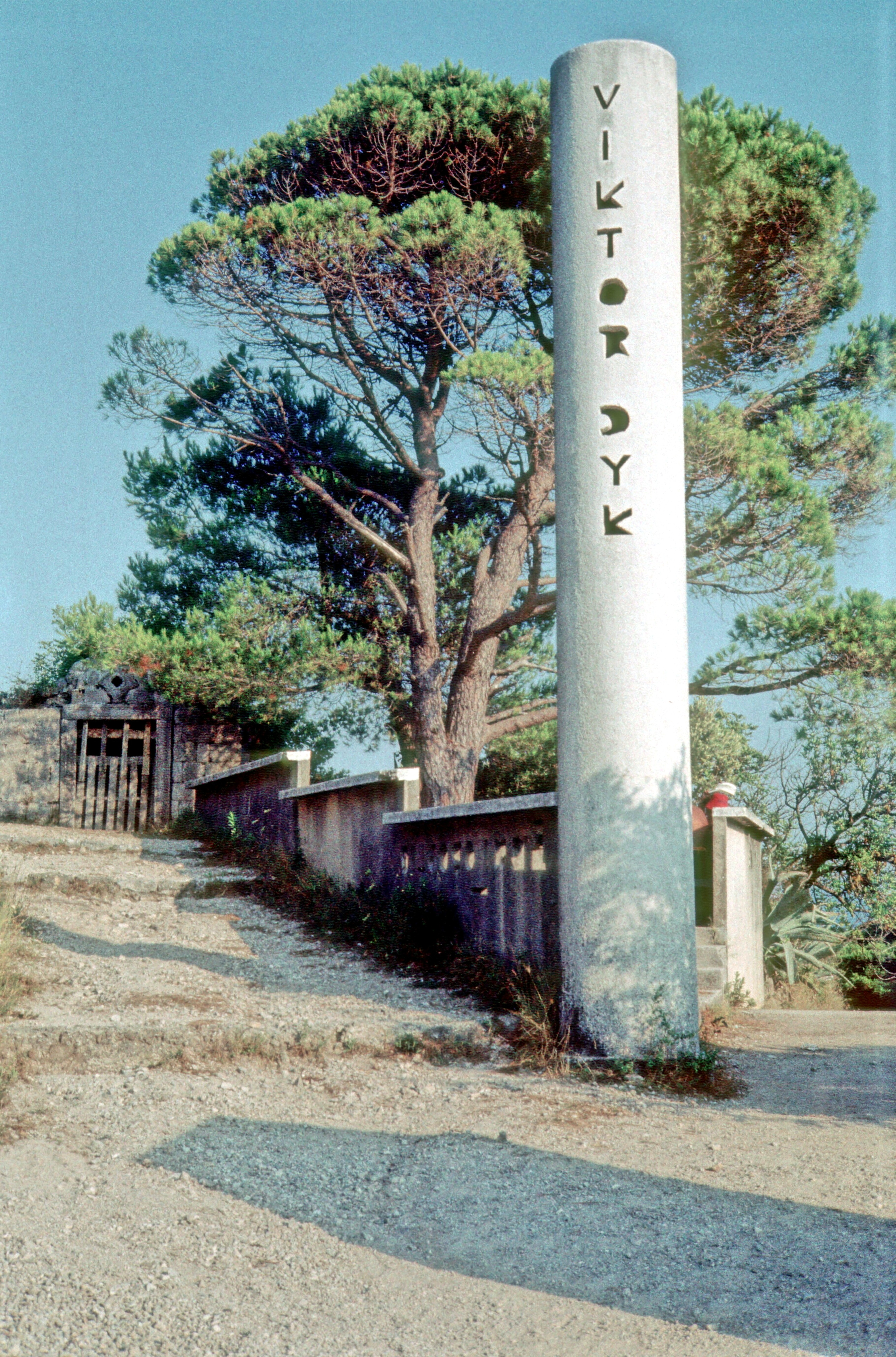
Památník Viktora Dyka na ostrově Lopud, kde se utopil. Snímek z roku 1981 před renovací.
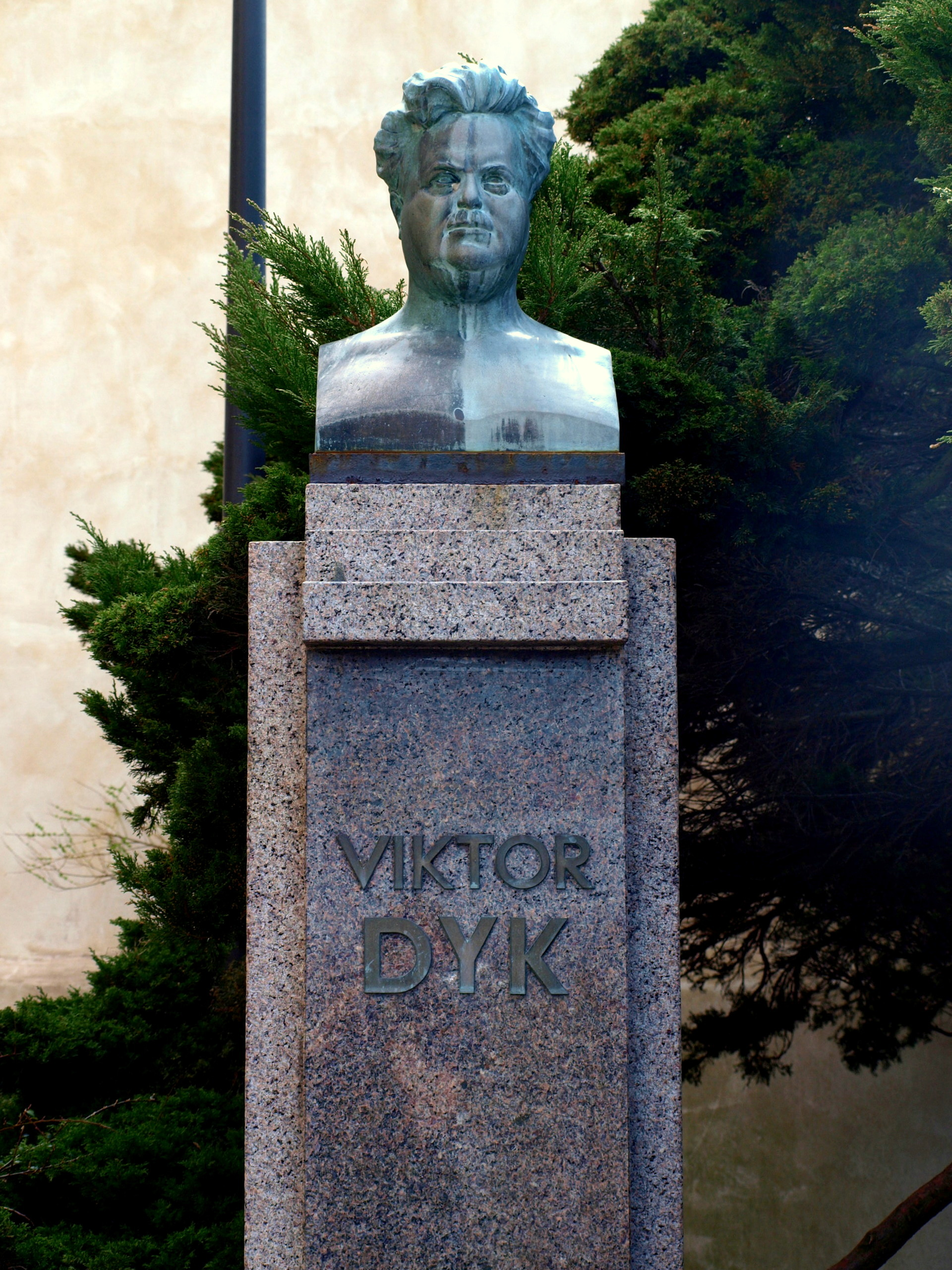
Památník Viktora Dyka v Mělníku.
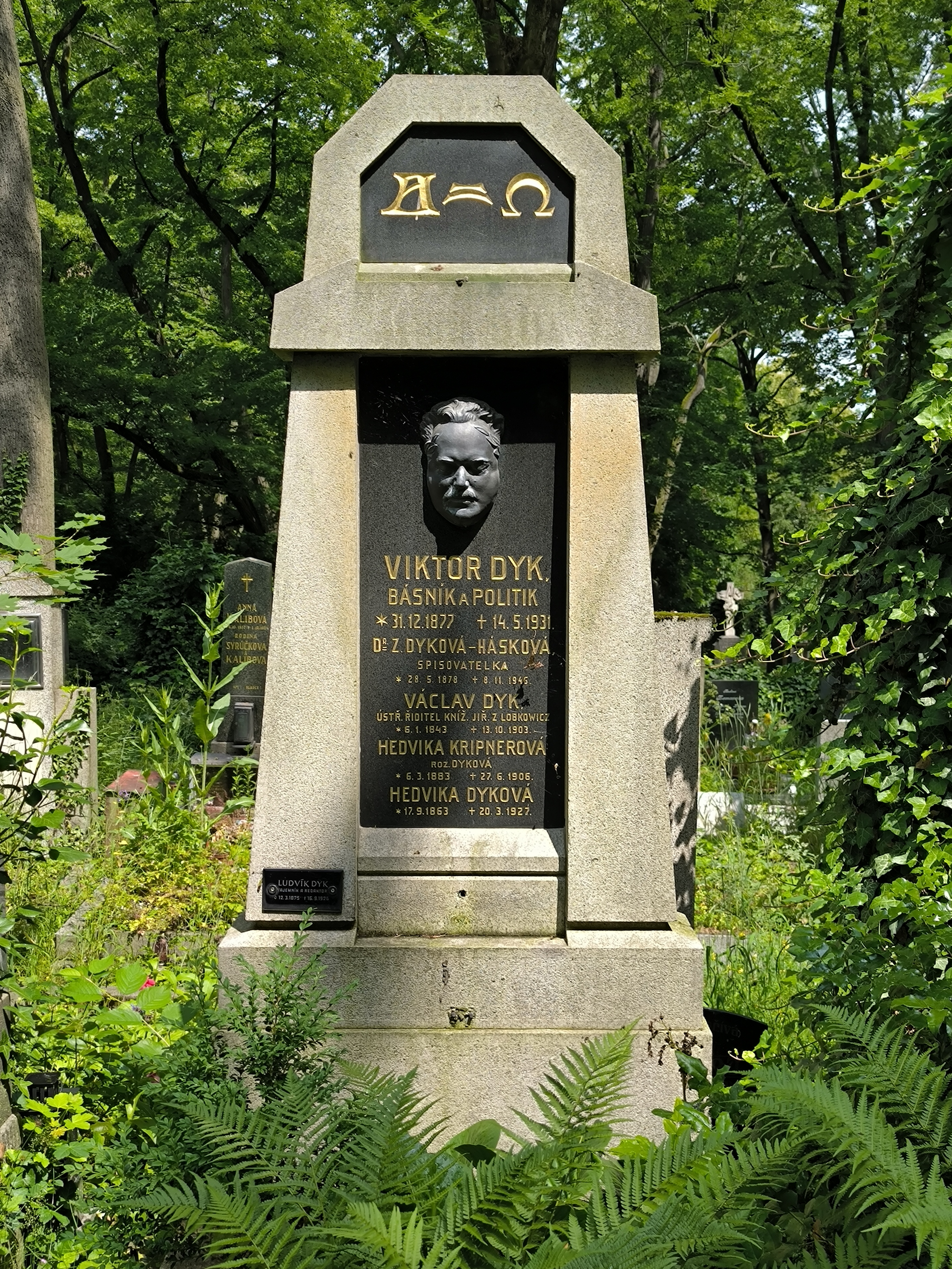
Hrob Viktora Dyka, Olšanské hřbitovy.
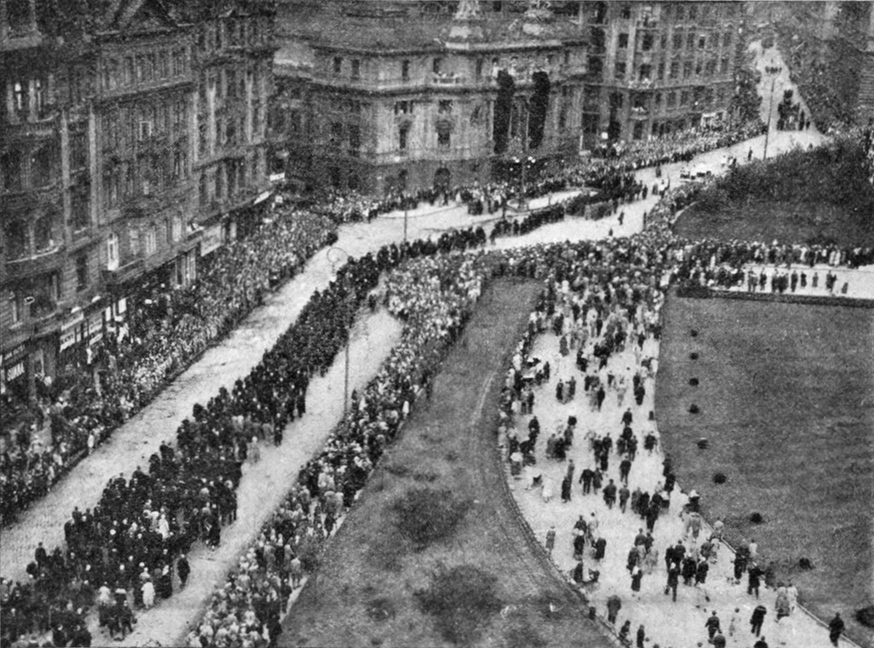
Pohřební průvod dne 20. května 1931 před Vinohradským divadlem.
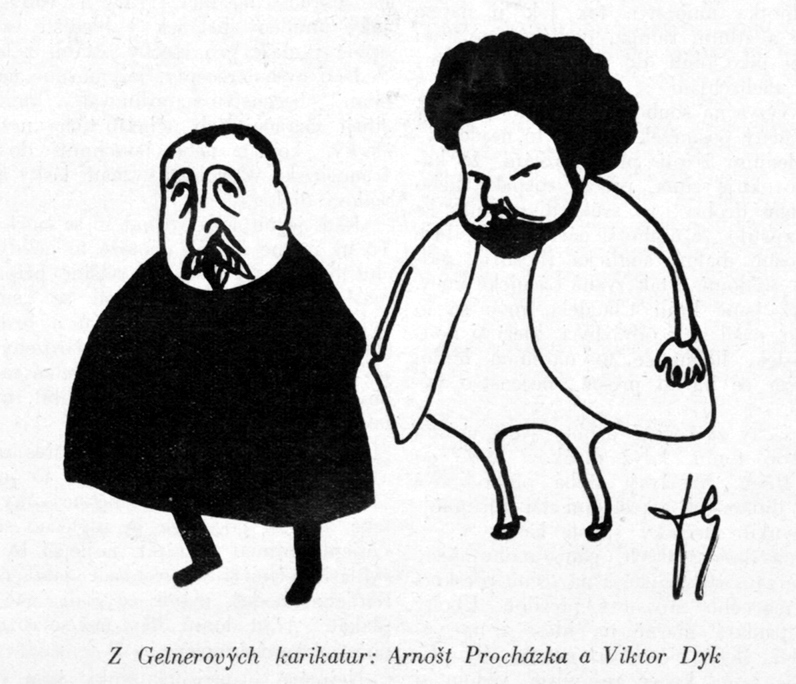
Kresba Františka Gellnera: Arnošt Procházka a Viktor Dyk.

## Citáty
| „             | Pan Dyk je z nejmladší naší literatury člověk snad nejoriginálnější, nejpoctivější a snad i nejsilnější. Každým způsobem člověk bolestně a zhluboka pracující, temně a skřípavě smílající si na srdci všecko kamení, které nasbíral na své české cestě. Odtud někde zatrhliny a uzle v jeho verších, jinde jich abruptnost, jinde skřipot a baroknost – ale také často linie tak slavně a ryze veliká, obrys tak královsky tragický a vroucně dechnutý, aureola tak bledá a vroucně mlčící, jaká může se zavěsit jen na hlavy zmučené horečkami vlastního bytí. Všude, kdekoli nitro je rytířsky a věrně dáno do služeb poctivosti, musí si toto nalézt komplementární hodnotu ve výrazu, dikci a stylu a tou je symbolická velikost a vykvašená linie tragiky. | “ |
| — F. X. Šalda | |   |

| „                 | Náhle slyšíme hlas: "Dyk se utopil!" A vzápětí sto hlasů – či jich bylo tisíc? – propuká v bouřlivé volání, které jako by se mísilo s ozvěnou. "Dyk se utopil! Viktor Dyk je mrtev!" Je snad zbytečné líčit naše ohromení. Nebyli jsme schopni slova. Dav utichl a mlčky nás vedl do malé, nízké místnosti, v níž ležel na stole Dyk, přikryt prostěradlem. Kdosi zvedl lucernu, abychom na něj lépe viděli. Smrt už odešla, z jeho tváře zmizela hrůza a utrpení, zůstalo jen ticho, to těžké, mramorové ticho, které padá na srdce živých...Takový byl konec básníka Deváté vlny. | “ |
| — Zdeněk Štěpánek | |   |

## Dílo
Dyk často využíval aforistickou úsečnost, satiru a pravidelný rytmický verš. Jeho díla zpravidla obsahují jasnou pointu, využíval paradoxy.
Počátek jeho literární tvorby je spojen se značnou skepsí, která pramení z potlačení omladinářských bouří v první polovině 90. let. Sbírky jsou spojovány s tvorbou skupiny soustředěné kolem Moderní revue.

### Poezie
- Od brány pekelné (1897, latinsky A porta inferi, raná subjektivní lyrika, název podle latinského žalmu zpívaného při pohřbu)
- Síla života (1898)
- Marnosti (1900)
- Satiry a sarkasmy (1905, politická satirická poezie) – v prvním oddíle této sbírky se nachází řada epitafů, jimiž básník charakterizoval své literární přátele, nepřátele i sebe:"Viz tady kosti Dyka Viktora. / Za živa býval velká potvora. / I on pil hodně z poezie studny. / Pěstoval žánry všecky: zvláště ten nudný! / Duch neklidný…či rýpal, jek se říká, / ryl do Machara, jako do Hladíka. / I ve svém hrobě pokoušel se rýti. / Světlo věčné ať mu svítí!" – Viktor Dyk (1902)
- Milá sedmi loupežníků (1906, lyrickoepická poema (balada), formou dialogu, kult síly a vášně, vliv romantismu a anarchismu)
- Pohádky z naší vesnice (1910, politická satirická lyrika) [23]
- Giuseppe Moro (1911)
- Zápas Jiřího Macků (1916)
- Noci chiméry (1917, subjektivní lyrika)
- Buřiči a smíření (1918) Dostupné online – obsahuje oddíly Buřiči, Milá sedmi loupežníků, Giuseppe Moro
- Devátá vlna (1930, melancholie) [24]

Následující čtyři sbírky patří do tzv. válečné tetralogie, jejímž hlavní myšlenkou je národní (státní) samostatnost. Dyk se nechal inspirovat 1. světovou válkou. Vyzývá k odvaze. Vyjadřuje také obavy o osud národa a varuje před zradou.
- Lehké a těžké kroky (1915) Dostupné online
- Anebo (1917)
- Okno (1921)
- Poslední rok (1922)

### Próza
- Stud (1900, povídka)
- Hučí jez a jiné prózy (1903) [25]
- Konec Hackenschmidův (1904, román z cyklu "Akta působnosti Čertova kopyta") [26]
- Prosinec (1906, román z cyklu "Akta působnosti Čertova kopyta") [27]
- Prsty Habakukovy (1906, román)
- Píseň o vrbě (1908, sbírka povídek)
- Příhody (1911, sbírka povídek)
- Krysař (1915, novela, která čerpá ze staroněmecké pověsti. Ve shodě s romantismem ji Dyk obměňuje motivem milostné deziluze.). Dostupné online
- Tajemná dobrodružství Alexeje Iványče Kozulinova (1923, povídka neúplně čas. 1915, dopsáno 1922; dvě původní zkonfiskované kapitoly, po 1915 ztracené a autorem pro knižní vydání nepoužité, až posmrtně 1931–32)
- Tichý dům (1921, povídka)
- Zlý vítr (1922, sbírka povídek, psáno 1905)
- Prsty Habakukovy (1925, román)
- Můj přítel Čehona (1925, povídka)
- Dědivadelní hra (1927, povídka pro ml.)
- Holoubek Kuzma (1928, povídka)
- Soykovy děti (1929, román)

### Politická literatura
- Ad usum pana presidenta republiky (1929 – kniha kritizující politiku Beneše, Masaryka a celé skupiny okolo „Hradu“)
- O národní stát (vydáno posmrtně v letech 1932–1938, 7 svazků, soubor Dykovy politické publicistiky z let 1917–1931)

### Drama
- Epizoda (1906, i prem.)
- Tragikomedie (1906, čtyři krátké divadelní hry [28])
- Posel (1907 i prem., divadelní hra, změn. vyd. 1922, 1. díl zamýšlené a neuskutečněné dramatické trilogie)
- Zmoudření Dona Quijota (1913, prem. 1914, výrazný vliv symbolismu, zmoudření = ztráta iluzí, smrt)
- Veliký mág (1914, prem. 1915, divadelní hra)
- Zvěrstva (1919, i prem., divadelní hra)
- Ondřej a drak (1919, prem. 1920, divadelní hra); v roce 1981 zpracováno jako rozhlasová hra, rozhlasová úprava: Lída Naarová, režie: Vladimír Tomeš[29]
- Revoluční trilogie (1921, sbírka divadelních heromán; Ranní ropucha prem. 1908, Figaro prem. 1917, Poražení prem. 1911, prem. celku 1917) [30]
- Napravený plukovník Švec (1929, divadelní hra; Zastává se v ní Rudolfa Medka)

### Paměti
- Vzpomínky a komentáře (1927)

### Libreta
- Libreto k opeře Výlety pana Broučka od Leoše Janáčka (podle románu Svatopluka Čecha)

## Zajímavost –Opustíš-li mne…v propagandě

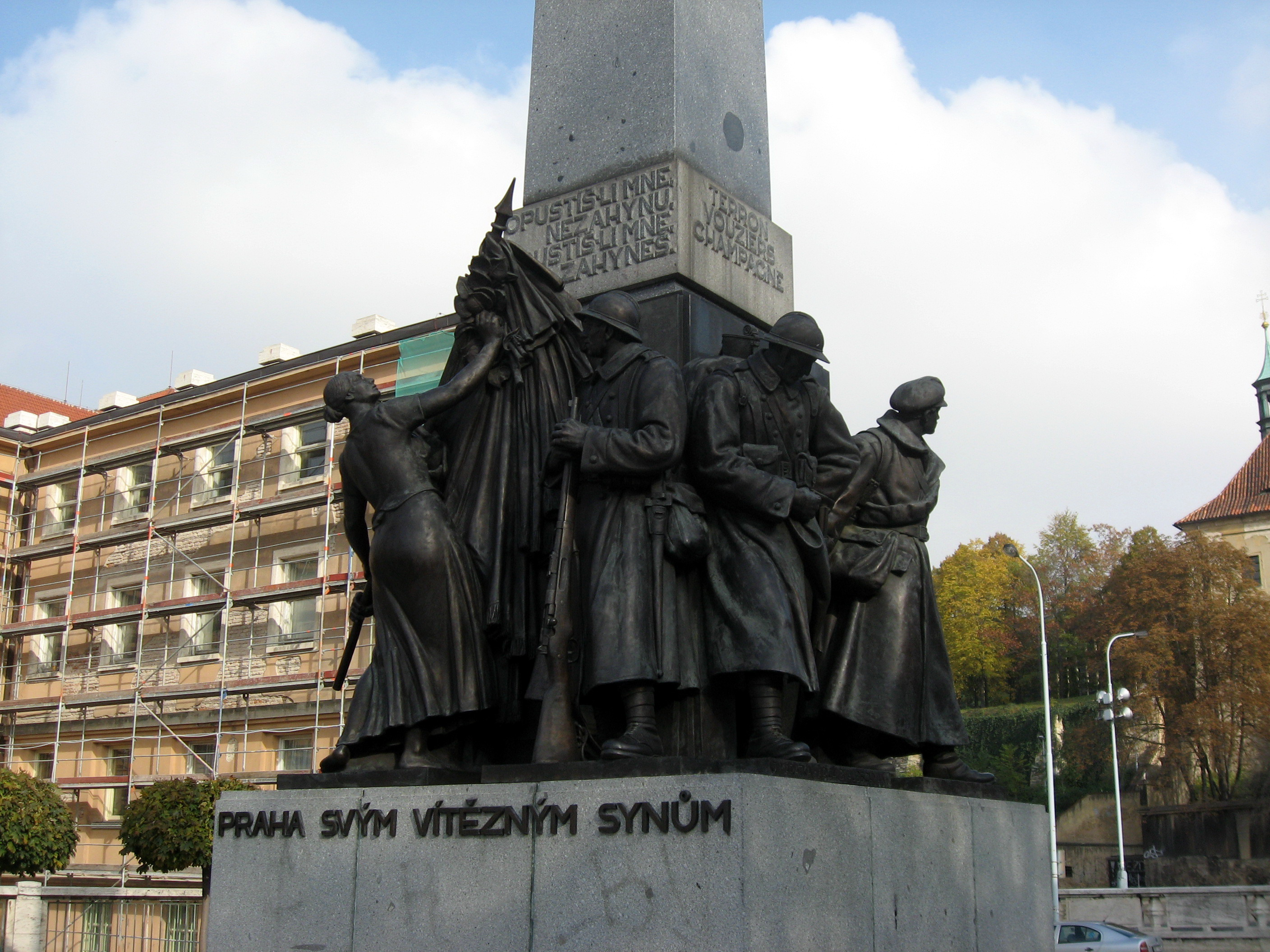
Josef Mařatka – Praha svým vítězným synům.

V básni Země mluví z roku 1921 (sbírka Okno) personifikoval Dyk vlast jako matku, která svému synovi říká: 
„Opustíš-li mne, nezahynu. / Opustíš-li mne, zahyneš!“ 
Tento text byl často využíván komunistickou propagandou ve vztahu k československým emigrantům. Román Zdeňka Pluhaře Opustíš-li mne z roku 1959, který cituje báseň v názvu a připomíná ji i v ději, popisuje osudy tří mladých emigrantů, kteří opustili vlast v roce 1948.(Též jako televizní seriál z roku 1979.)
Citace byla často používána i v denním tisku, v článcích o emigraci.
Text této básně byl použit i na čelní straně skupinového pomníku na paměť padlým Pražanům v 1. světové válce od Josefa Mařatky, Praha svým vítězným synům, vybudovaný mezi lety 1927–1932.
Báseň byla v upravené podobě nahrána coby pocta Viktoru Dykovi jako píseň nacionalistickou hudební punkovou skupinou Celková Impotence.